# Narziss Kaspar Ach
Narziss Kaspar Ach (Ermershausen, 29 ottobre 1871 – Monaco di Baviera, 25 luglio 1946) è stato uno psicologo tedesco.
Insegnò prima all'Università di Berlino e fu poi ordinario dal 1907 a Königsberg e dal 1922 all'Università Georg-August di Gottinga. Allievo di Oswald Külpe, fu uno degli esponenti principali della scuola creata da quest'ultimo a Würzburg, e caratterizzata dalle ricerche sulla "psicologia del pensiero".
Adottando un originale metodo di "introspezione sistematica", studiò i rapporti fra pensiero e volontà, mostrando l'insufficienza delle teorie associazionistiche tradizionali e postulando la presenza di "tendenze determinanti" nel flusso associativo. Secondo Ach, nel pensiero si osserverebbe un contenuto cosciente, il cosiddetto Bewusstheit, diverso dalle immagini e dalle sensazioni.